# It's Growing
"It's Growing" is een single van de Amerikaanse Motown-band The Temptations. Het nummer is de tweede single van het tweede album van de groep, "The Temptations Sing Smokey". Alhoewel het niet zo succesvol was als de eerste single van het album, "My Girl", de eerste #1 hit van de groep, behaalde "It's Growing" wel de top twintig op de poplijst, een #3 positie op de R&B lijst en net niet de top veertig in het Verenigd Koninkrijk.
Zoals de titel van het album van de single al doet vermoeden is "It's Growing" geschreven door Smokey Robinson, leadzanger van een andere succesvolle Motown groep The Miracles. Hij schreef het nummer echter niet alleen, maar in samenwerking met Warren "Pete" Moore, de basszanger van The Miracles. De tekst die ze bij het nummer hadden geschreven, gaat over dat de liefde van de verteller groeit en blijft groeien voor zijn geliefde. Hij vergelijkt het groeien van zijn liefde met dat van ontwikkelingen, zoals het groeien van een verhaal naarmate meer mensen het vertellen of het groeien van de lengte van een sneeuwbal als het van een met sneeuwbedekte heuvel afrolt. Degene die de tekst zingt en dus leadzanger is, is David Ruffin. De andere Temptations zingen achtergrond, maar niet alleen. The Andantes, een achtergrondgroep van Motown, zingen mee met de achtergrondvocalen. "It's Growing" is overigens het enige nummer van The Temptations waar The Andantes op mee zingen.
De instrumentatie dat het nummer te horen is, werd verzorgd door The Funk Brothers, een band die op bijna alle Motown opnames te horen is tot en met 1972. Wat bijzonder is aan het muzikale gedeelte, is het intro. Dit wordt gespeeld door Earl Van Dyke, een van de pianisten van The Funk Brothers. Hij speelt het echter niet op een gewone piano, maar op een speelgoedpiano, omdat producer Smokey Robinson dit leuker vond klinken. De speelgoedpiano wordt echter alleen in het intro gebruikt en is niet te horen in de rest van het nummer.
"It's Growing" werd in november 1968 uitgebracht door een andere Motowngroep. Het waren Bobby Taylor & The Vancouvers die het nummer gebruikten als de B-kant van hun single "Malinda". De B-kant van The Temptations versie van "It's Growing", "What Love Has Joined Together", was zelf ook een cover. De originele versie van het nummer werd opgenomen door Mary Wells, dé vrouwelijke ster van Motown in de beginjaren van de platenmaatschappij. James Taylor had met een cover nog een bescheiden hit in 2008.

## Bezetting
- Lead: David Ruffin
- Achtergrond: Eddie Kendricks, Otis Williams, Melvin Franklin, Paul Williams en The Andantes
- Instrumentatie: The Funk Brothers
- Schrijvers: Smokey Robinson en Pete Moore
- Productie: Smokey Robinson